# Kotxubei
Kotxubei (en rus: Кочубей) és un poble (un khútor) del krai de Stàvropol, a Rússia, que en el cens del 2010 tenia 452 habitants. Pertany al districte rural de Levokúmskoie.